# Сан-Хасінто (Каліфорнія)
Сан-Хасінто (San Jacinto, San-Ya’sinto, San-Huh’sinto) — американське місто в окрузі Ріверсайд, штат Каліфорнія. Отримав назву на честь Святого Гіацинта. Знаходиться в північній частині долини Сан-Хасінто, на північ від міста Гемет, в гористій місцевості.

## Географія
Місто розташоване на південному заході округу Ріверсайд, в долині Сан-Хасінто. 

## Історія міста

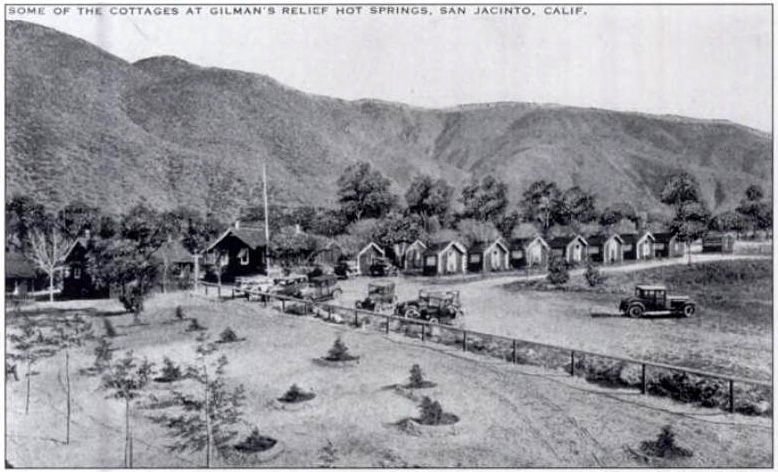

Корінна народністю, що населяла ці місця, були індіанські племена луісеньо, що належать до шошонів.
У 1842 році Хосе Антоніо Еструділло побудував ранчо Сан-Хасінто на землі, яку отримав від мексиканського уряду.
Сан-Хасінто засноване у 1870 році, статус міста отримало 20 квітня 1888 року, що робить його одним з найстаріших міст в окрузі Ріверсайд. У тому ж році в місто проклали залізницю.
14 липня 1937 на полі поблизу Сан-Хасінто приземлився після безпосадочного польоту з Москви через Північний полюс (10078 км) літак АНТ-25 з екіпажем у складі Михайла Громова, Сергія Даніліна та Андрія Юмашева. Цей політ був другим перельотом через Північний полюс. На початку 1950-х років в пам'ять про політ екіпажу Громова був встановлений кам'яний знак в західній частині центру Сан-Хасінто.

## Демографія
За даними перепису населення США 2010 року чисельність населення Сан-Хасінто становила 44199 осіб. Щільність населення 653,1 осіб на квадратний км. 
За даними перепису населення США, 2000 року медіанний дохід на одне домашнє господарство в місті становив $ 30627, дохід на сім'ю $ 34717. У чоловіків середній дохід $ 31764, а у жінок $ 25392. Середній дохід на душу населення $ 13265. 20,3% сімей або 15,2% населення перебували нижче порога бідності , в тому числі 26,6% молоді віком до 18 років і 12,2% дорослих у віці старше 65 років.
За віковим діапазоном населення розподілялося таким чином: 32,8 % — особи молодші 18 років, 56,6 % — особи у віці 18—64 років, 10,6 % — особи у віці 65 років та старші. Медіана віку мешканця становила 30,3 року. На 100 осіб жіночої статі у місті припадало 95,6 чоловіків;  на 100 жінок у віці від 18 років та старших — 91,4 чоловіків також старших 18 років.
Середній дохід на одне домашнє господарство  становив 57 596 доларів США (медіана — 46 725), а середній дохід на одну сім'ю — 61 008 доларів (медіана — 51 847). Медіана доходів становила 40 933 долари для чоловіків та 34 968 доларів для жінок. За межею бідності перебувало 20,4 % осіб, у тому числі 27,7 % дітей у віці до 18 років та 9,8 % осіб у віці 65 років та старших.
Цивільне працевлаштоване населення становило 16 150 осіб. Основні галузі зайнятості: освіта, охорона здоров'я та соціальна допомога — 22,3 %, роздрібна торгівля — 14,4 %, мистецтво, розваги та відпочинок — 11,1 %, науковці, спеціалісти, менеджери — 8,7 %.

## Відомі люди
У місті Добржанський Феодосій Григорович (1975) — український, радянський та американський генетик, ентомолог, один із засновників синтетичної теорії еволюції.